# Bledius fossor
Bledius fossor é uma espécie de insetos coleópteros polífagos pertencente à família Staphylinidae.
A autoridade científica da espécie é Heer, tendo sido descrita no ano de 1839.
Trata-se de uma espécie presente no território português.